# Mauro Minelli
Pour les articles homonymes, voir Minelli.
Mauro Minelli (né à San Giovanni Bianco, en Lombardie, le 2 avril 1981) est un joueur de football italien, évoluant au poste de défenseur.
Il a joué neuf matchs en Serie A sous les couleurs de Catane.